# Selaginella elongata
Selaginella elongata là một loài dương xỉ trong họ Selaginellaceae. Loài này được Klotzsch mô tả khoa học đầu tiên năm 1845.
Danh pháp khoa học của loài này chưa được làm sáng tỏ. 